# Germoglio di bambù
I germogli di bambù o sono i germogli commestibili (nuovi culmi di bambù che escono dal terreno) di molte specie di bambù tra cui Bambusa vulgaris e Phyllostachys edulis. Sono usati come verdure in numerosi piatti e brodi asiatici. Sono venduti in varie forme lavorate e sono disponibili freschi, essiccati o in scatola.
I germogli di bambù crudi contengono glicosidi cianogeni, tossine naturali contenute anche nella manioca. Le tossine devono essere distrutte mediante una cottura accurata: per questo motivo i germogli freschi di bambù vengono bolliti prima di essere utilizzati in altri modi.

## Specie raccolte

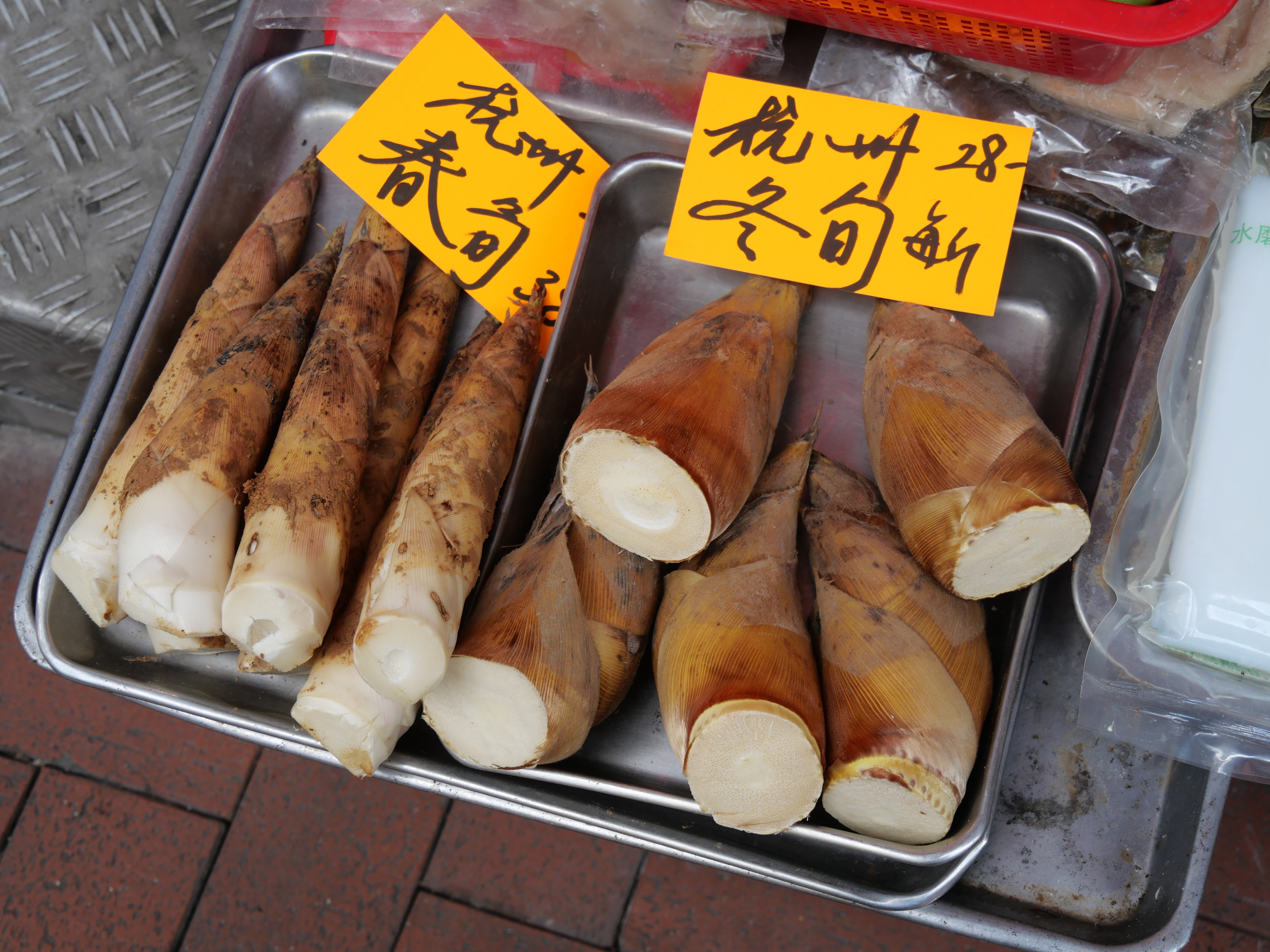
Due tipi di germogli di bambù

La maggior parte dei giovani germogli di bambù sono commestibili dopo essere stati bolliti per rimuovere le tossine, ma solo un centinaio di specie vengono raccolte regolarmente per ottenere germogli commestibili. Di solito provengono da specie coltivate anche per altri usi. Queste includono:
- Acidosasa – originaria della Cina meridionale e del Vietnam

- Acidosasa edulis – endemica delle province di Fujian, Zhejiang e Jiangxi, Cina.
- Acidosasa chinensis – endemica del Guangdong, Cina

- Bambusa – il bambù più comunemente raccolto nell’Asia tropicale e subtropicale, dalle Filippine all'India e da Sumatra alla Cina meridionale.

- Bambusa balcooa - originaria del subcontinente indiano fino all'Indocina
- Bambusa bambos – originaria dell'Asia meridionale
- Bambusa beecheyana – originaria della Cina meridionale dell'Indocina e di Taiwan
- Bambusa blumeana – originaria delle isole dell'Indocina
- Bambusa gibboides – originaria del Guangdong, Cina
- Bambusa merrilliana - endemica delle Filippine
- Bambusa odashimae – endemica di Taiwan
- Bambusa oldhamii – originaria di Taiwan e della Cina meridionale
- Bambusa polymorpha – originaria dell'Indocina, del Bangladesh e dell'India nordorientale.
- Bambusa philippinensis - endemica delle Filippine
- Bambusa tulda – originaria dell'Himalaya, dello Yunnan e dell'Indocina
- Bambusa tuldoides - originaria del Guangdong, del Guangxi e dell'Indocina
- Bambusa vulgaris - originaria dell'Indocina e dello Yunnan, Cina

- Chimonobambusa – originaria dell'Himalaya,dell'Indocina, della Cina e del Giappone
- Dendrocalamus – originario dell'Asia meridionale tropicale, dell'Indocina e della Cina meridionale

- Dendrocalamus asper – originario del sud-est asiatico
- Dendrocalamus latiflorus – originario della Cina meridionale e di Taiwan
- Dendrocalamus membranaceus - originario del sud-est asiatico tropicale
- Dendrocalamus strictus - originario del sud-est asiatico tropicale e dell'India

- Gigantochloa – originaria dell'Asia tropicale

- Gigantochloa atter - originaria dell'isole del sud-est asiatico
- Gigantochloa levis - originaria dell'isole del sud-est asiatico

- Phyllostachys – originario dell'Himalaya fino all'Asia orientale

- Phyllostachys edulis – originario della Cina meridionale e di Taiwan
- Phyllostachys bambusoides – originario della Cina, Taiwan e Giappone
- Phyllostachys rivalis – endemico della Cina
- Phyllostachys vivax – endemico della Cina

- Sasa – originario della Corea, del Giappone e della Russia orientale (Sakhalin)
Sasa kurilensis – originaria della Corea, del Giappone e della Russia orientale (Sakhalin)

I germogli di bambù appena raccolti sono una buona fonte di tiamina, niacina, vitamina A, vitamina B6 e vitamina E. È stata riscontrata la presenza di 17 diversi amminoacidi, 8 dei quali essenziali per l'uomo. La quantità di aminoacidi nei germogli in scatola e fermentati è inferiore rispetto a quelli appena preparati.

## Usi

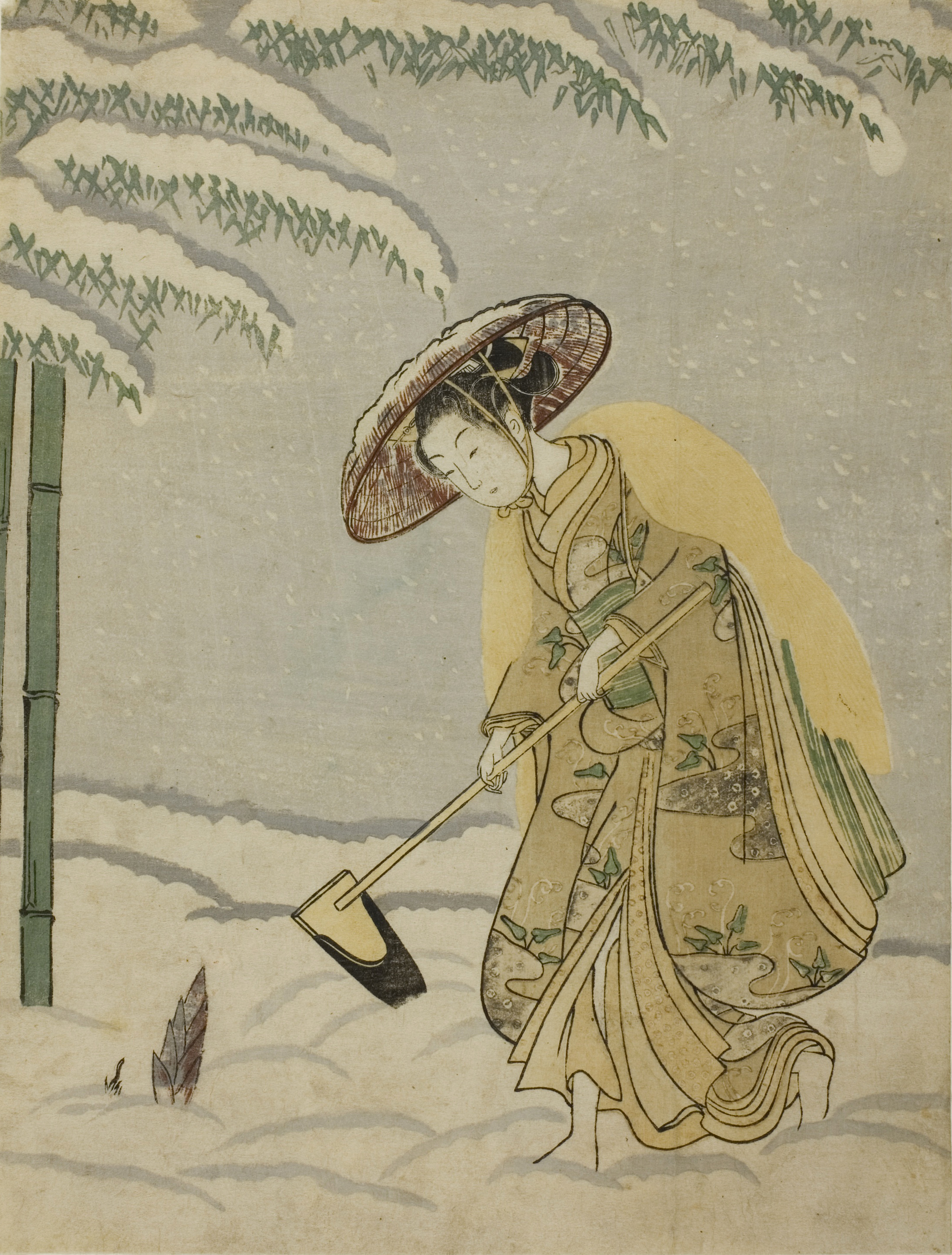
Donna che raccoglie germogli di bambù, xilografia di Suzuki Harunobu, 1765

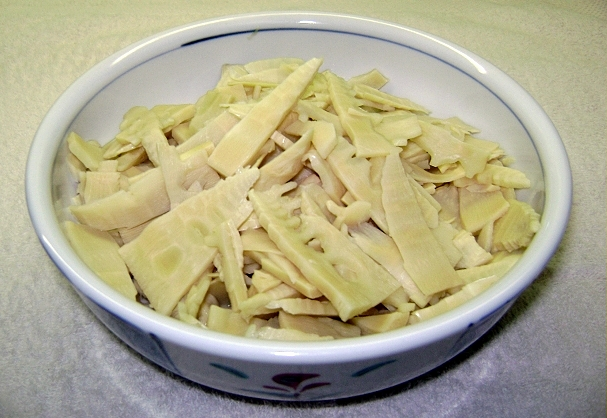
Ryoku-chiku (Bambusa oldhamii) al vapore

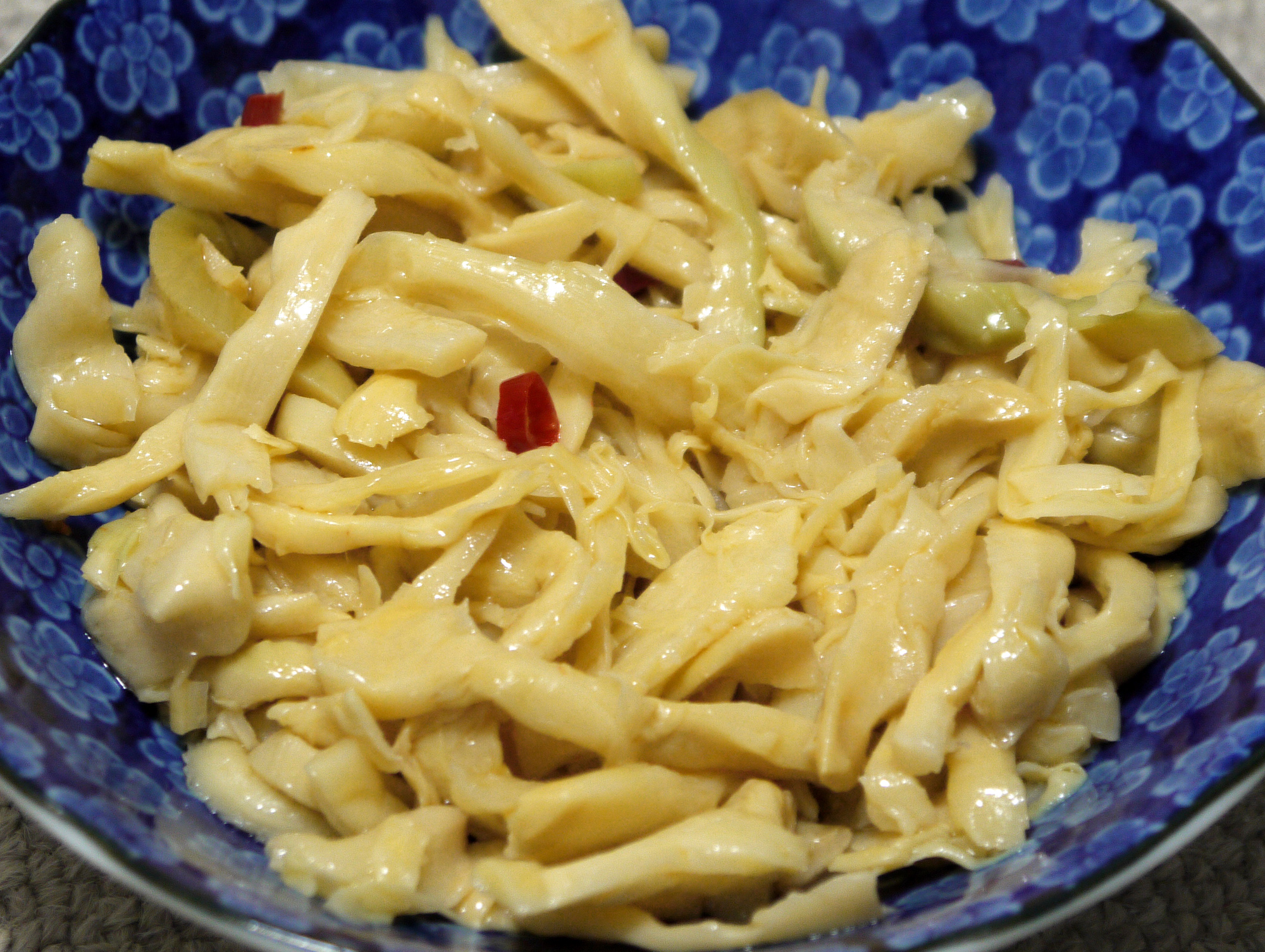
Hosaki-Menma

Il bambù crudo è tossico per l'uomo, poiché contiene composti di cianuro, quindi viene sempre bollito prima del consumo umano. La dieta dei panda giganti e dei panda rossi è in gran parte composta da bambù crudo; Il tessuto corporeo degli animali non è in grado di degradare le tossine del cianuro, ma i loro microbiomi intestinali sono significativamente arricchiti di presunti geni che codificano per enzimi legati alla degradazione del cianuro, suggerendo che questi animali abbiano microbi intestinali che digeriscono il cianuro.

### Asia orientale
In alcune parti del Giappone, Cina e Taiwan, i germogli del gigantesco bambù Bambusa oldhamii vengono raccolti in primavera o all'inizio dell'estate. I giovani germogli di questa specie sono molto ricercati per la loro consistenza croccante e il gusto dolce. I germogli più vecchi, tuttavia, hanno un sapore acre e devono essere tagliati sottilmente e bolliti più volte in abbondante acqua. Il bambù affettato è commestibile dopo la bollitura. B. oldhamii è più ampiamente conosciuto come specie non invasiva di bambù paesaggistico.
Il bambù marinato, usato come condimento, può essere preparato anche dal midollo dei giovani germogli. In Giappone, il menma è un condimento comune per la zuppa di ramen . In Cina, i luosifen, un piatto popolare del Guangxi, ottengono il loro famoso odore pungente dai germogli di bambù in salamoia.

### Asia meridionale
In Nepal i germogli di bambù vengono utilizzati in piatti conosciuti nel paese da secoli. Un piatto popolare è il tama (germogli di bambù fermentati), a base di patate e fagioli. Alcune varietà di germogli di bambù comunemente coltivati nel Sikkim in India sono Dendrocalamus hamiltonii, Dendrocalamus sikkimensis e Bambusa tulda conosciuti localmente come choya bans, bhalu bans e karati bans. Questi sono commestibili quando sono giovani. Questi germogli di bambù vengono raccolti, defogliati e bolliti in acqua con polvere di curcuma per 10-15 minuti per rimuovere il sapore amaro del bambù, dopodiché il tama è pronto per il consumo. Il tama viene comunemente venduto nei mercati locali durante i mesi da giugno a settembre, quando il bambù germoglia.
In Assam, i germogli di bambù si chiamano bah gaj in assamese e hen-up in karbi. È parte integrante della cucina tradizionale assamese. Il germoglio di bambù fermentato, chiamato khorisa, è un ingrediente ampiamente utilizzato nelle ricette assamesi per carni come maiale, pollo, anatra e piccione o piccione . La fermentazione aumenta il valore nutrizionale dei germogli di bambù rendendo alcuni nutrienti più biodisponibili e degradando le tossine.
In Karnataka, Andhra Pradesh e Tamil Nadu settentrionale, i germogli di bambù vengono utilizzati come piatto speciale durante i monsoni (a causa della disponibilità stagionale). È comune nelle regioni di Tulu Nadu e Malnad. Si chiamano kanile o ' kalale in tulu, veduru kommulu in telugu e moongil kuruthu in tamil. I germogli vengono solitamente tagliati e messi a bagno in acqua per due o tre giorni, dopodiché l'acqua viene drenata e reintegrata ogni giorno per districare e rimuovere le tossine.
Nello Jharkhand, in India, i germogli di bambù vengono utilizzati come verdura. I germogli giovani e quelli immagazzinati sono conosciuti rispettivamente come karil e shadhna.
A Manipur, in India, sono conosciuti come usoi. Vengono anche fermentati e conservati, dopodiché sono conosciuti come soibum. Sono utilizzati in un'ampia varietà di piatti, tra cui iromba, ooti e kangshu. Il germoglio di bambù fermentato che viene conservato per molti mesi è noto come soijin. Generalmente, il soijin o usoi sono riposti in un grande cesto di bambù.
Nel Meghalaya, i germogli di bambù vengono utilizzati freschi o fermentati e trasformati in sottaceti, zuppe con carne di maiale o pesce essiccato, oppure messi al curry e conditi con semi di sesamo o trasformati in una salsa con pesce fermentato. A volte viene cucinato insieme a foglie di igname e pesce essiccato.

### Sud-est asiatico

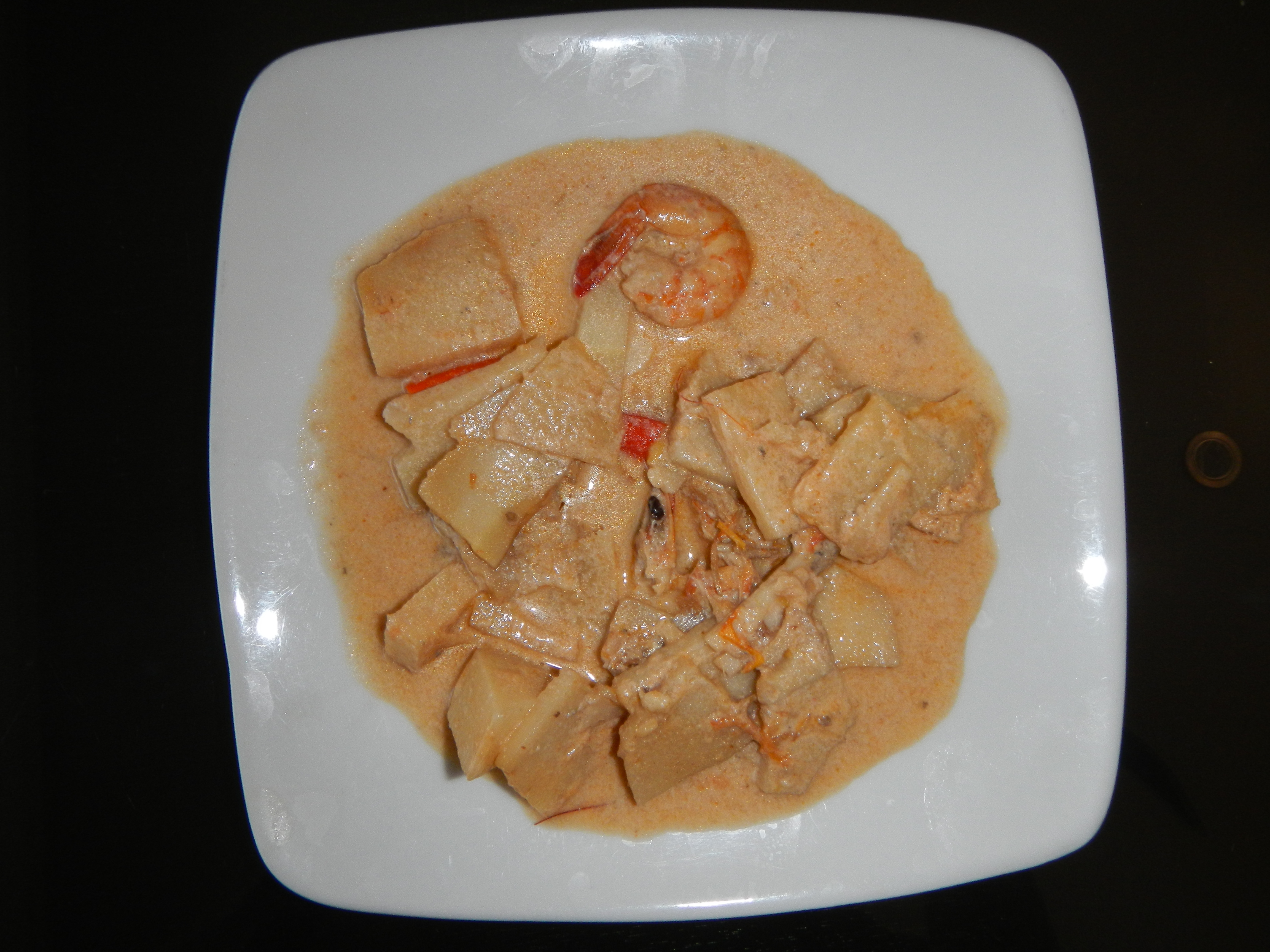
Ginataáng labóng filippino, germogli di bambù cotti nel latte di cocco

Nelle Filippine, i germogli di bambù vengono raccolti principalmente dal bambù bolo (Gigantochloa levis), dal bambù gigante (Dendrocalamus asper), dal bambù comune (Bambusa vulgaris), dal bambù spinoso (Bambusa blumeana) e da due specie endemiche, bayog (Bambusa merrilliana) e laak (Bambusa philippinensis). Altre specie economicamente importanti raccolte anche per i germogli includono il kayali (Gigantochloa atter), il bambù maschio (Dendrocalamus strictus) e il bambù rampicante (Dinochloa spp.). Un'altra specie endemica, il lumampao o bambù bagakay (Schizostachyum lumampao), che viene utilizzato per produrre sawali (strisce di bambù intrecciate) occasionalmente viene raccolta anche per i germogli. Nella cucina filippina, i germogli sono comunemente chiamati labóng (altri nomi includono rabong, dabong o tambo). I due piatti più popolari per questi sono ginataáng labóng (germogli in latte di cocco e peperoncini) e dinengdeng na labóng (germogli in bagoóng di pesce e stufato di fagiolini, saluyot e tinapa). Sono anche saltati da soli o con altri ingredienti come nel paklay, o cotti come lumpia fritta o fresca. I germogli di bambù vengono conservati anche come atchara, tradizionali sottaceti dolci spesso a base di papaia.

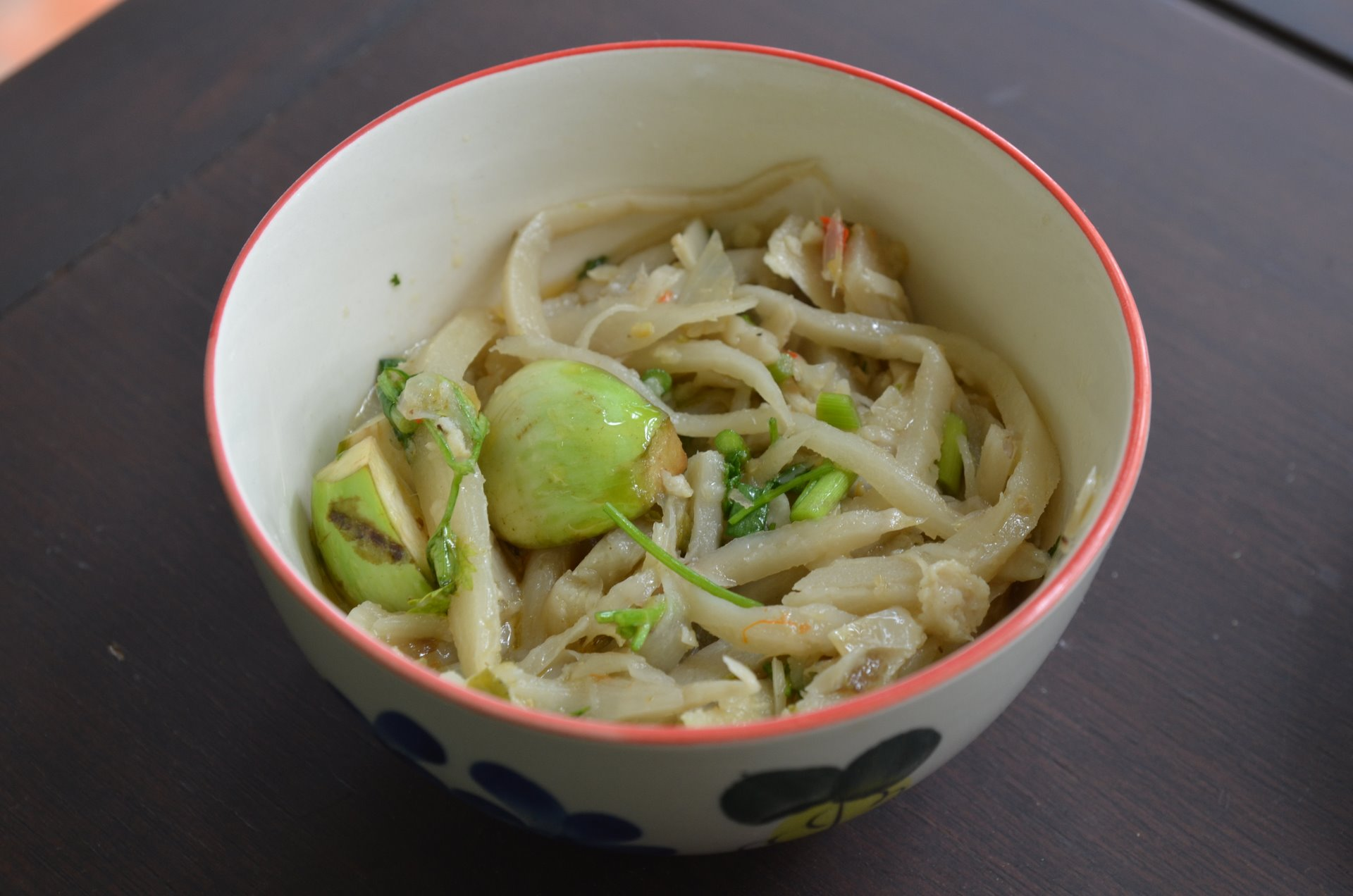
Yam no mai, un'insalata del nord della Thailandia fatta con germogli di bambù bolliti

Nella cucina tailandese i germogli di bambù sono chiamati no mai. Possono essere utilizzati nelle fritture, nelle zuppe come il tom kha kai, nei curry come il kaeng tai pla e nelle insalate come il sup no-mai. Alcuni piatti richiedono germogli di bambù freschi, altri germogli di bambù in salamoia (no mai dong).
Nella cucina vietnamita, i germogli di bambù triturati vengono utilizzati da soli o con altre verdure in molti piatti di verdure saltate in padella. Possono anche essere utilizzati come unico ingrediente vegetale nella zuppa di braciole di maiale. Anatra e noodles di germogli di bambù ( Bún măng vịt) è anche un famoso piatto in Vietnam.

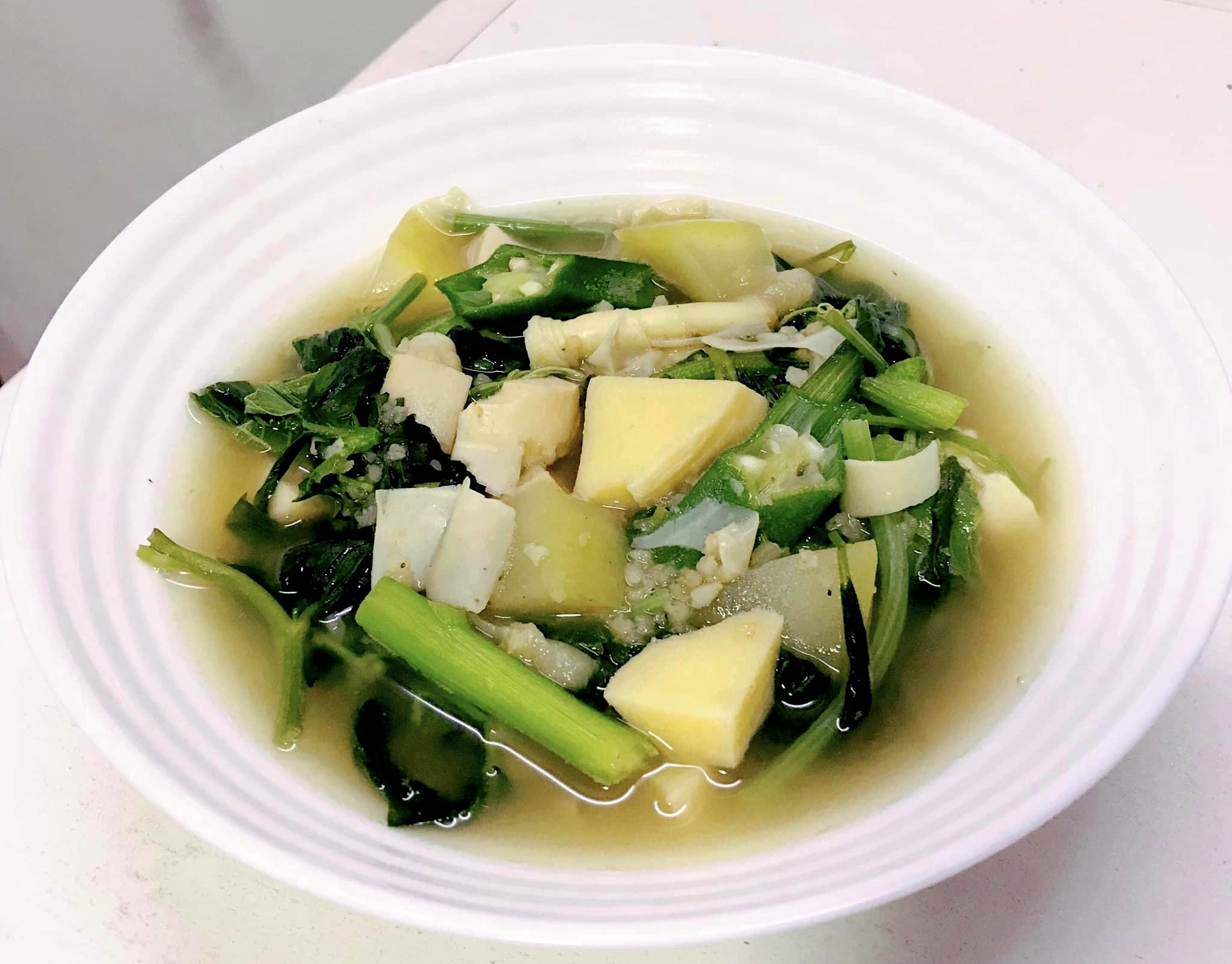
Talabaw del popolo Karen del Myanmar

In Myanmar, i germogli di bambù sono chiamati hmyit (in birmano မျှစ်). Possono essere utilizzati in una zuppa chiamata myahait hcaut tar la bot o <i>talabaw</i>. La preparazione di questo piatto segue generalmente tre passaggi. Innanzitutto, i germogli di bambù vengono raccolti da una foresta. Il bambù si trova in tutto il Myanmar, ma i germogli di bambù provenienti dalle due regioni più settentrionali (Stato di Kachin e Regione di Sagaing) sono morbidi e di buon sapore. I germogli di bambù vengono poi bolliti in acqua, dopodiché possono essere cotti con polvere di curry, polvere di riso e altri ingredienti come pesce testa di serpente e basilico. Si può aggiungere anche una piccola quantità di riso e qualche pezzetto di carne o di pesce. La zuppa veniva tradizionalmente utilizzata dal popolo Karen come supplemento al riso, che non era per loro facilmente disponibile o a buon mercato. Il talabaw è una delle zuppe più conosciute in Myanmar ed è ampiamente considerata il piatto essenziale della cucina Karen. Un altro piatto con germogli di bambù nella cucina birmana è un curry acido con germogli di bambù chiamato hmyit chin hin (မျှစ်ချဉ်ဟင်း), una specialità di Naypyidaw nella Birmania centrale.
In Indonesia i germogli vengono tagliati a fette sottili per essere bolliti con latte di cocco e spezie per preparare il gulai rebung. Altre ricette che utilizzano germogli di bambù sono il sayur lodeh (verdure miste nel latte di cocco) e lun pia (a volte scritto lumpia: germogli di bambù fritti avvolti con verdure).

### Etiopia
Anche in Etiopia si consumano i germogli di bambù. I luoghi in cui cresce il bambù non sono contigui. I germogli di bambù di O. abyssinica vengono mangiati nelle zone di pianura dei distretti di Pawe, Assosa e Bambasi nella regione di Benisciangul-Gumus e a Sinan Wereda nella regione Amhara.
I germogli di bambù di A. alpina vengono mangiati anche ad altitudini più elevate, comprese due foreste di bambù distanti circa 80 km, che si trovano a quote più elevate rispetto al terreno circostante. Una si trova su una montagna a sud di Mizan Teferi, l'altro si trova sulle alture più elevate vicino a Maasha, tra le città di Tepi e Gore.

## Galleria d'immagini

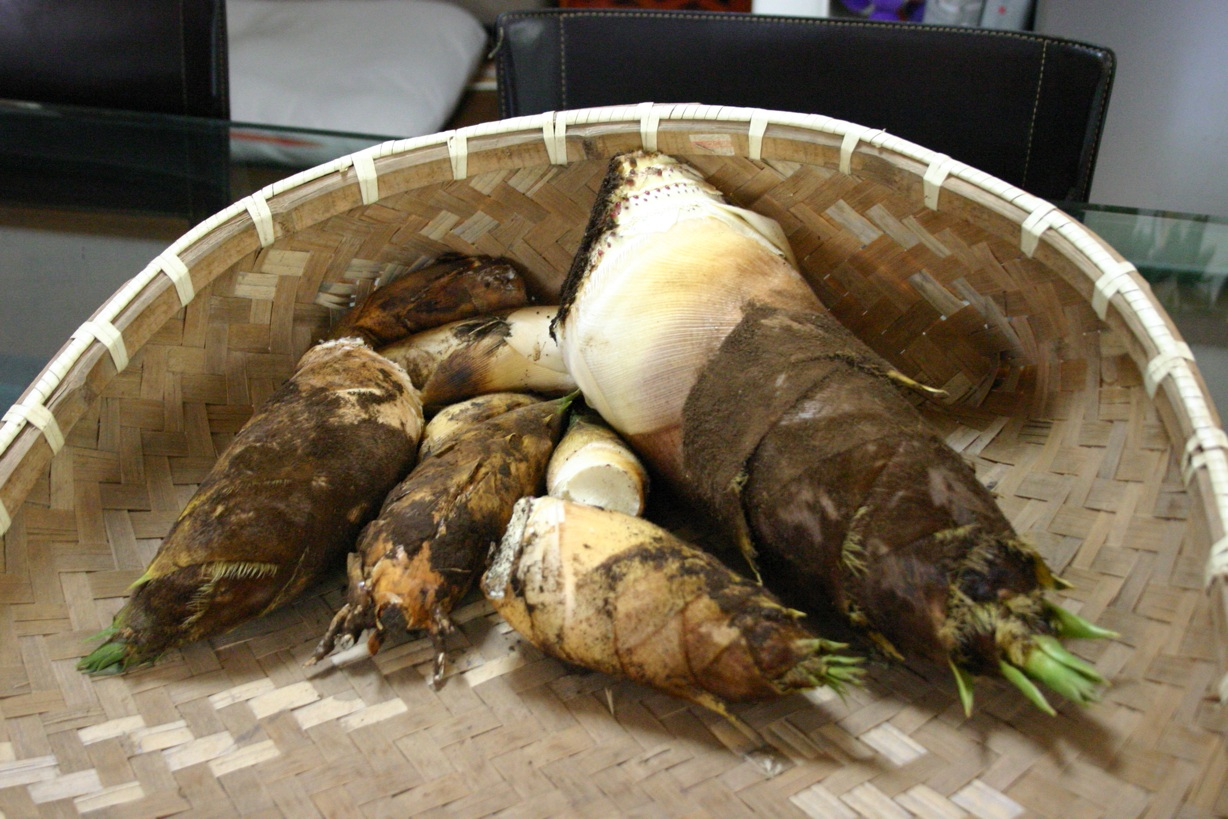
Germogli di bambù dopo essere stati raccolti
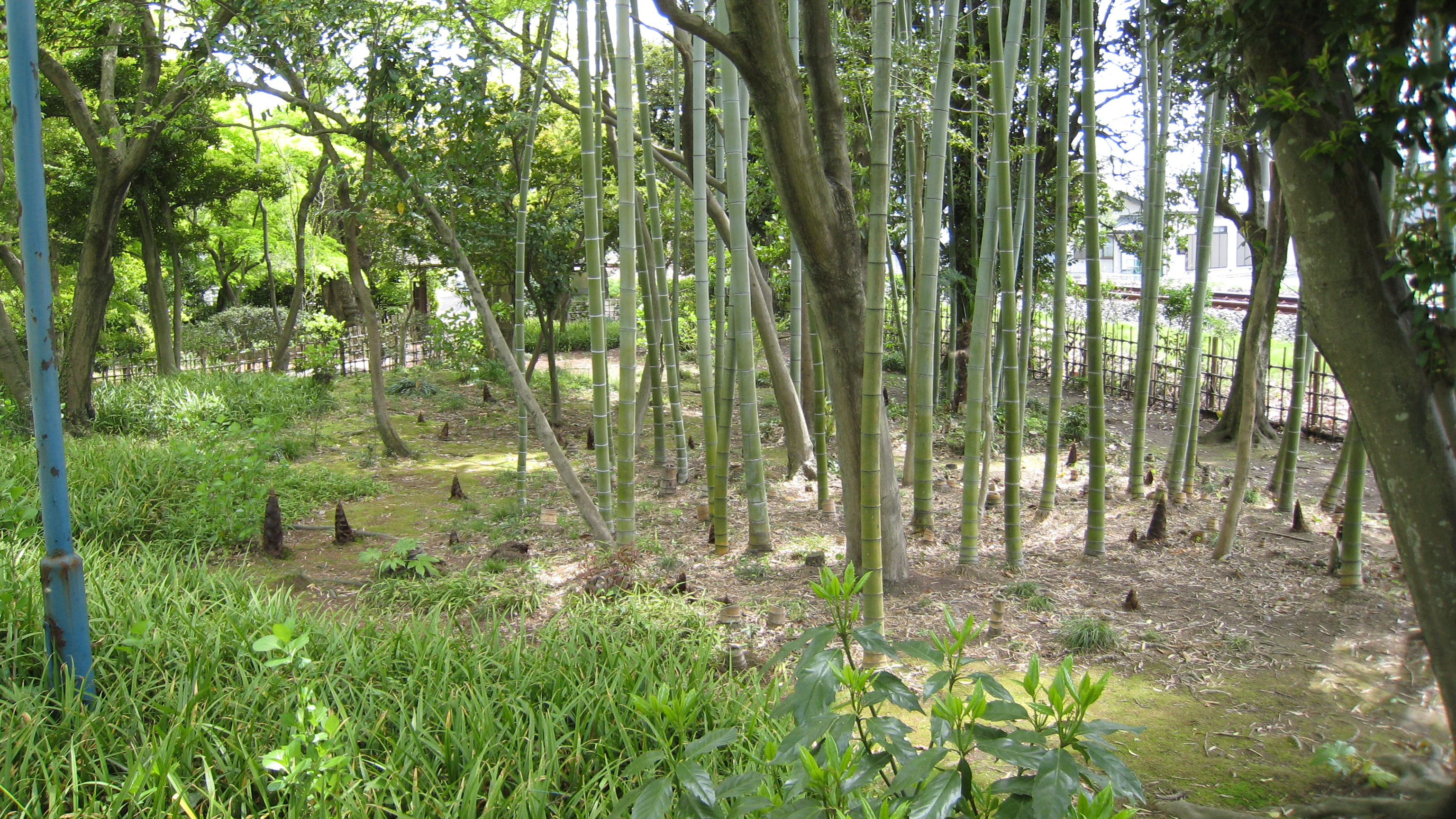
Germogli di bambù che emergono dal terreno
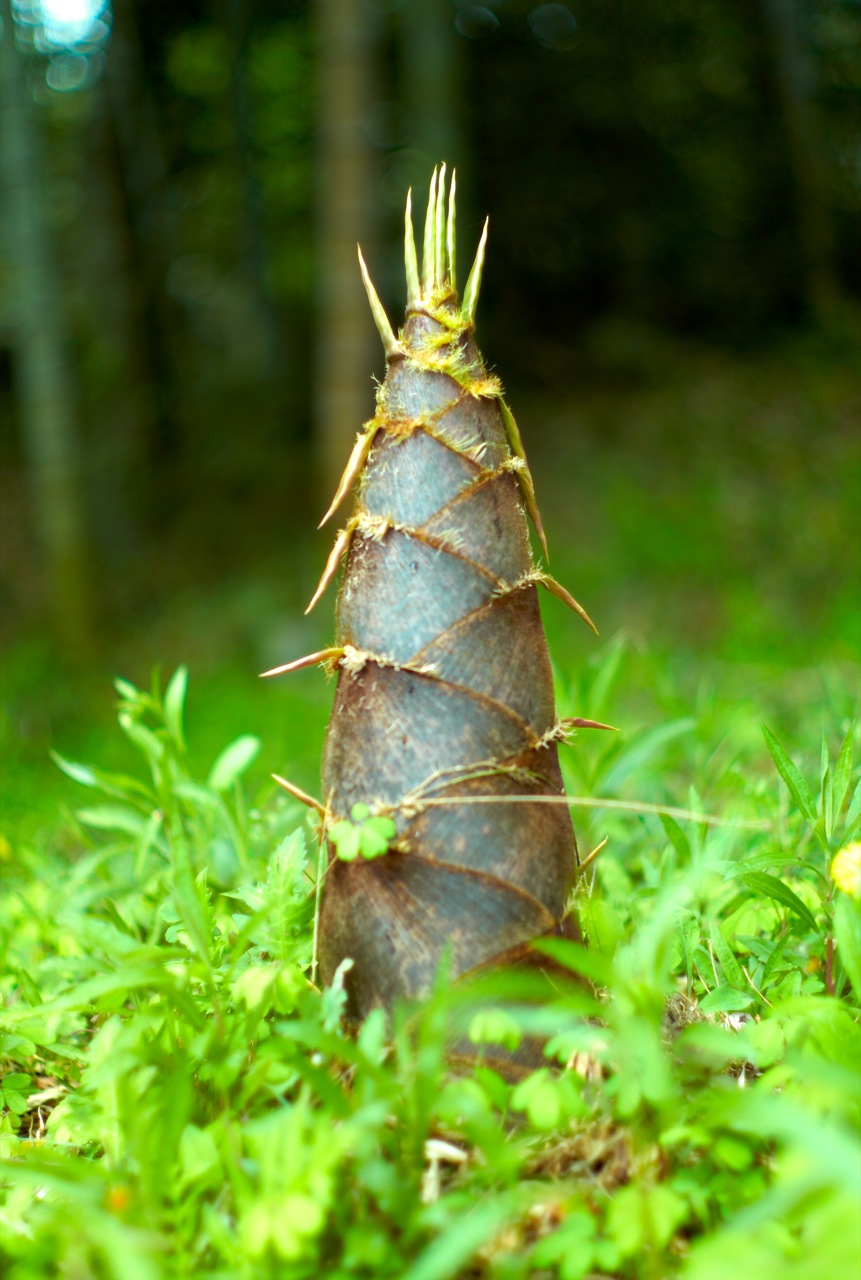
Germoglio di bambù, già troppo vecchio per essere mangiato
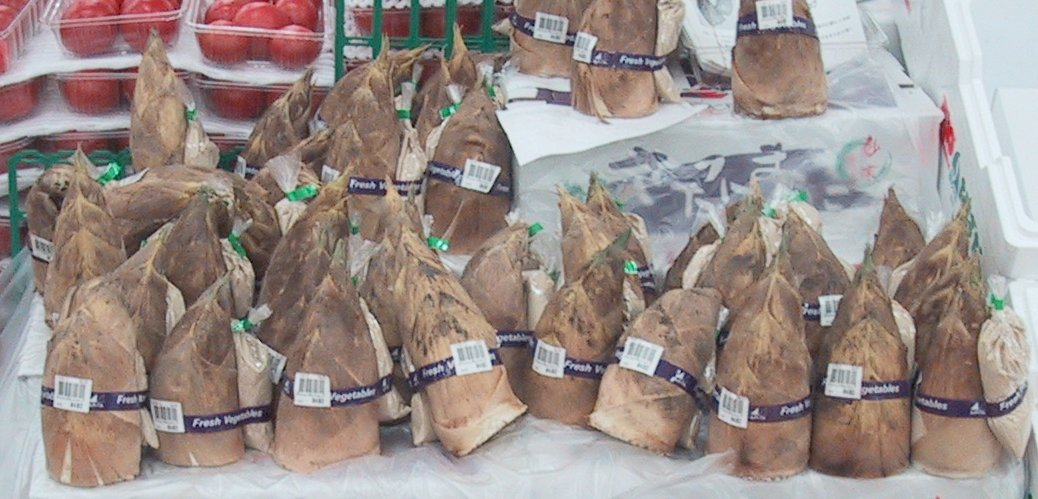
Germogli di bambù in vendita al supermercato in Giappone
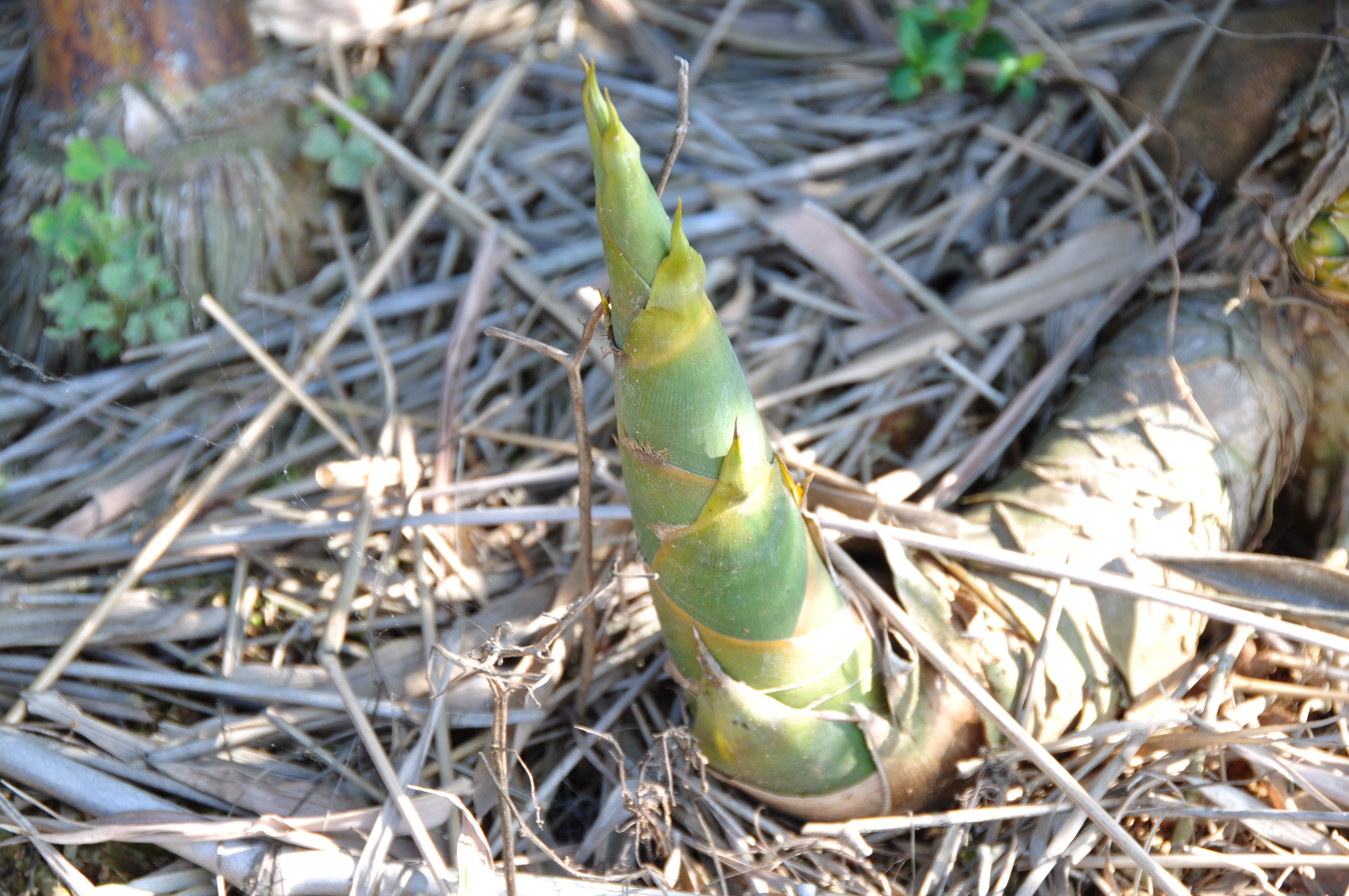
Crescita dei germogli di bambù spinosi aTaiwan
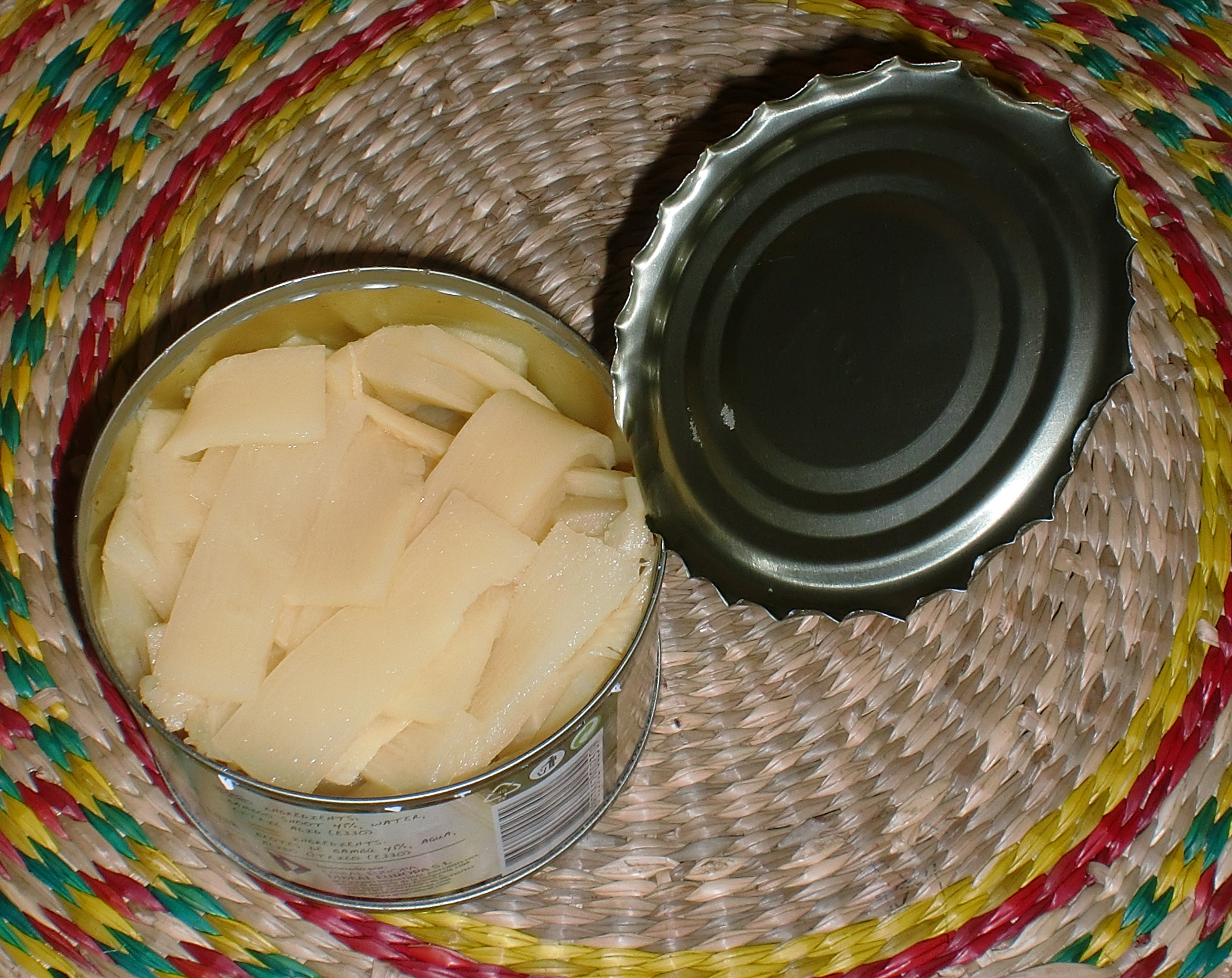
Germogli di bambù in scatola
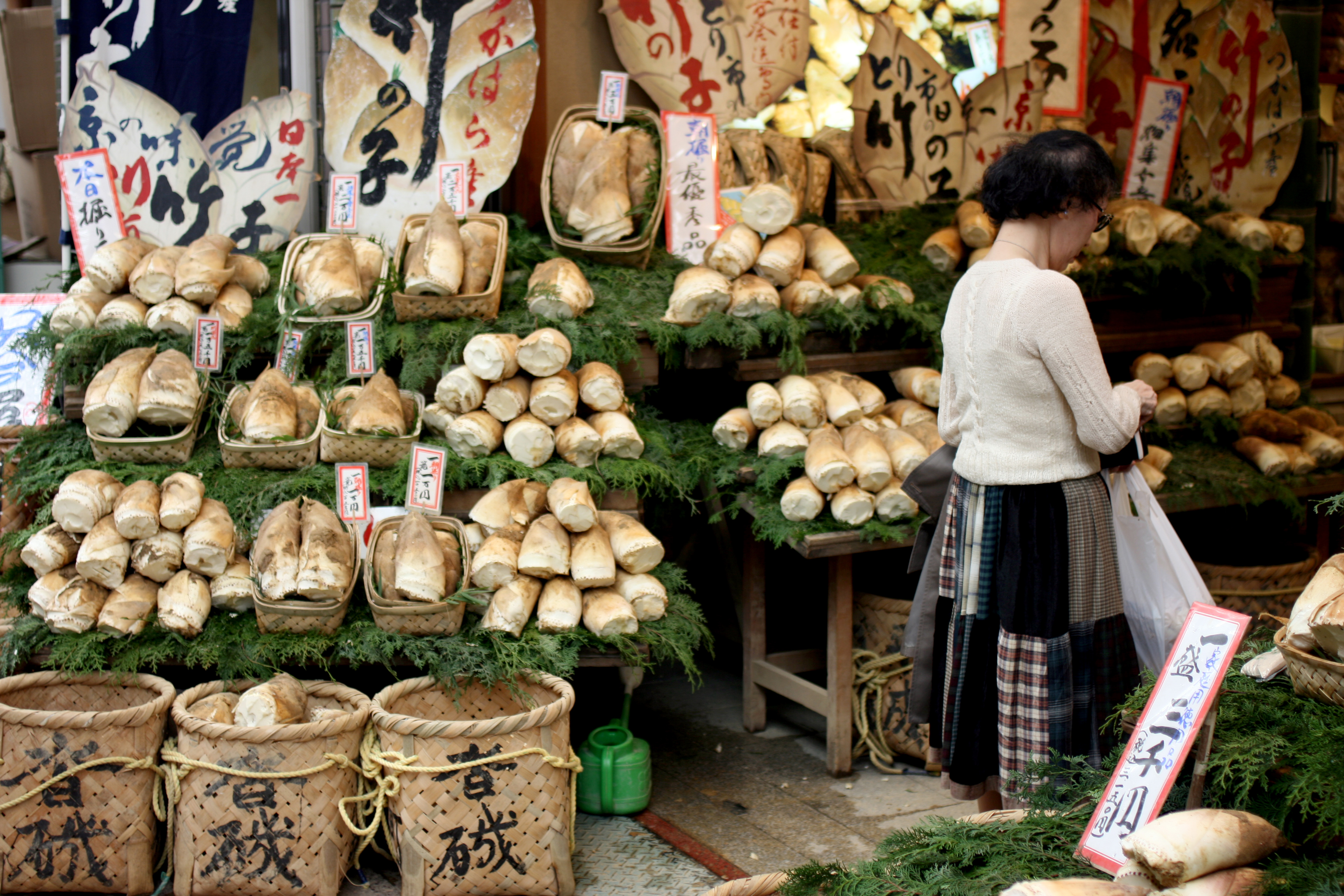
Diversi tipi di germogli di bambù in un negozio in Giappone
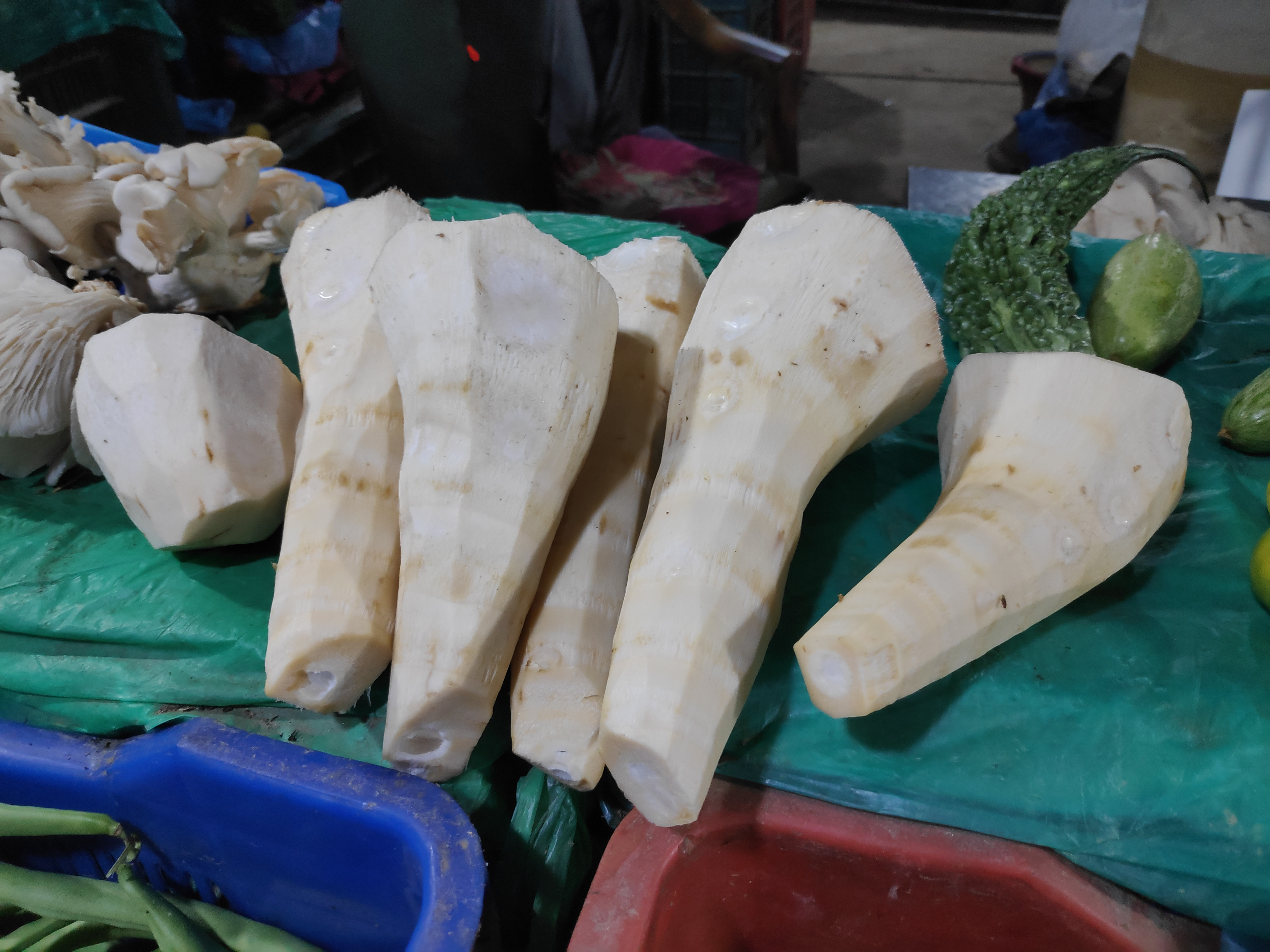
Germoglio di bambù in vendita a Kathmandu, Nepal.